# Currito de la Cruz (película de 1965)
Currito de la Cruz es una película española de drama estrenada en 1965, coescrita y dirigida por Rafael Gil y protagonizada en los papeles principales por Francisco Rabal y Arturo Fernández.
Se trata de una adaptación de la novela homónima del escritor español Alejandro Pérez Lugín que anteriormente fue llevada al cine en 1926, 1936 y 1949. 

## Sinopsis
Currito de la Cruz, un joven torero apadrinado por Carmona, siempre ha estado enamorado de su hija Rocío. Sin embargo, la rivalidad entre el veterano torero Manuel Carmona y el joven Romerita lleva a éste a seducir a Rocío y a fugarse con ella.

## Reparto
- Francisco Rabal - Manuel Carmona
- Arturo Fernández - Ángel Romera 'Romerita'
- El Pireo - Currito de la Cruz
- Soledad Miranda - Rocío Carmona
- José Marco Davó - Don Emilio
- Adrián Ortega - Don Ismael
- Luis Ferrín - Gazuza
- Yelena Samarina - Teresa
- Ángel Álvarez - Don Antonio
- Julia Gutiérrez Caba - Madre María
- Mercedes Vecino - Doña Manuela Alonso, viuda de Varela
- Manolo Morán - Copita
- Juan Cortés - Comisario
- Rafael Durán - Carmona
- Carlos Mendy - Pintao